# Webhook
Вебхук (англ. webhook) в веб-разработке — метод расширения или изменения поведения веб-страницы или веб-приложения с помощью обратных вызовов. Эти обратные вызовы могут поддерживаться, изменяться и управляться сторонними пользователями и разработчиками, которые не обязательно связаны с исходным веб-сайтом или приложением. Термин «webhook» был придуман Джеффом Линдсейем в 2007 году на основе программного термина перехват (англ. hook).
Основной формат — JSON. Запрос выполняется как HTTP POST запрос.

## Назначение
Вебхуки — это «пользовательские обратные вызовы по HTTP». Обычно они запускаются каким-либо событием, например, отправкой кода в репозиторий или комментарием, публикуемым в блоге. Когда происходит это событие, исходный сайт отправляет HTTP-запрос на URL-адрес, указанный для вебхука. Пользователи могут настроить их так, чтобы события на одном сайте вызывали действия на другом.